# Clathria ctenichela
Clathria ctenichela är en svampdjursart som först beskrevs av Alander 1942.  Clathria ctenichela ingår i släktet Clathria och familjen Microcionidae. Arten är reproducerande i Sverige. Inga underarter finns listade i Catalogue of Life.